# Olympia Hengelo
Olympia is een Nederlandse handbalvereniging uit Hengelo. Olympia is voortgekomen uit een omnivereniging, waar ook atletiek en gymnastiek werden beoefend. Pas op 18 februari 1972 is de handbalvereniging Olympia Hengelo volledig zelfstandig geworden. 
De club won bij de heren drie keer het Nederlands kampioenschap zaalhandbal en driemaal veroverden de mannen de titel bij het veldhandbal. De heren van Olympia Hengelo speelden in het zaalseizoen 1958/1959 in de Europa Cup 1. Tegen het West-Duitse Frisch Auf Göppingen verloor Olympia met 24-16. In 1968 nam men deel aan het laatste Europa Cup toernooi veldhandbal. Olympia Hengelo werd toen vierde.

## Geschiedenis
Voor de Tweede Wereldoorlog speelden de teams van Olympia Hengelo vooral in regionaal verband. Na 1945 steeg het prestatieniveau van de heren van Olympia Hengelo sterk. Het eerste landskampioenschap op het grote veld werd in 1946 gewonnen. De halve competitie werd voor 6000 toeschouwers afgesloten met een zege van Olympia op het Groningse V&K. Het tweede landskampioenschap won Olympia in 1952, na een beslissingswedstrijd in Arnhem tegen PSV Eindhoven. In de zaal werden de heren in 1956, 1957 en 1958 landskampioen. De vereniging Olympia Hengelo groeide in de jaren zestig en zeventig uit tot een van de grootste handbalverenigingen in Oost-Nederland. Nog één keer wonnen de heren de nationale titel op het grote veld, in 1968. Alhoewel Olympia Hengelo, mede door de successen en door het groeiende ledental, een enorme bloei doormaakte, gingen de prestaties in zowel de heren- als de damessector in de jaren zeventig langzaam achteruit. In de jaren tachtig en negentig promoveerden de dames en heren van Olympia geregeld naar de eredivisie, maar moesten na een, twee of drie jaar weer degraderen. De aansluiting bij de landelijke top ging verloren na 2005. Sinds 2013 spelen er geen heren senioren meer voor Olympia Hengelo.

## Resultaten
Heren (1980 - 2006)
- 1966 4e
Hoofdklasse
- 1967 5e
Hoofdklasse
- 1968 7e
Hoofdklasse
- 1969 2e
Hoofdklasse
- 1970 7e
Hoofdklasse
- 1971 6e
Hoofdklasse
- 1972 6e
Hoofdklasse
- 1973 6e
Hoofdklasse
- 1974 8e
Hoofdklasse
- 1975 9e
Hoofdklasse
- 1976
- 1977
- 1978
- 1979 7e
Eerste divisie A
- 1980 7e
Eerste divisie A
- 1981 7e
Eerste divisie A
- 1982 8e
Eerste divisie A
- 1983 9e
Eerste divisie A
- 1984 4e
Tweede divisie A
- 1985 1e
Tweede divisie A
- 1986 8e
Eerste divisie A
- 1987 8e
Eerste divisie A
- 1988 3e
Eerste divisie A
- 1989 5e
Eerste divisie A
- 1990 6e
Eerste divisie A
- 1991 2e
Eerste divisie A
- 1992 10e
Eredivisie
- 1993 10e
Eredivisie
- 1994 9e
Eredivisie
- 1995 4e
Eerste divisie A
- 1996 3e
Eerste divisie A
- 1997 4e
Eerste divisie A
- 1998 1e
Eerste divisie A
- 1999 10e
Eredivisie
- 2000
- 2001 7e
Eerste divisie A
- 2002 11e
Eerste divisie A
- 2003 9e
Hoofdklasse A
- 2004 7e
Hoofdklasse A
- 2005 12e
Hoofdklasse A
- 2006 12e
Hoofdklasse A

- Eredivisie
- Eerste divisie
- Tweede divisie

## Europese wedstrijden

### Heren
| Jaar    | League | Ronde              | Thuisteam            | Stand   | Uitteam         |
| ------- | ------ | ------------------ | -------------------- | ------- | --------------- |
| 1958/59 | CC     | Kwalificatie ronde | Frisch Auf Göppingen | 24 - 16 | Olympia Hengelo |

## Erelijst

### Heren
| Nationaal               |    |                  |
| Landskampioenschap zaal | 3× | 1956, 1957, 1958 |
| Landskampioenschap veld | 3× | 1946, 1952, 1968 |